# Hope Floats
Hope Floats is een Amerikaanse film uit 1998 geregisseerd door Forest Whitaker. De hoofdrollen worden vertolkt door Sandra Bullock en Harry Connick jr..

## Verhaal
Birdee Pruitt (Sandra Bullock) keert met haar dochter terug naar haar geboortedorp Smithville (Texas) nadat ze ontdekt heeft dat haar echtgenoot een relatie had met haar beste vriendin. Heel het dorp weet wat er met Birdee gebeurd is omdat haar vriendin de relatie heeft opgebiecht in een nationale talkshow. Birdee ontmoet een oude schoolvriend, Justin (Harry Connick jr.) die ze eigenlijk niet kan uitstaan, maar die op haar verliefd is. Ze moet een nieuw leven beginnen met haar dochter maar zal Justin daar ook deel van uitmaken?

## Rolverdeling
- Sandra Bullock - Birdee Pruitt
- Harry Connick jr. - Justin Matisse
- Gena Rowlands - Ramona Calvert
- Mae Whitman - Bernice Pruitt
- Michael Paré - Bill Pruitt
- Cameron Finley - Travis
- Kathy Najimy - Toni Post
- Bill Cobbs - Verpleger
- Connie Ray - Bobbi-Claire Patterson
- Mona Lee Fultz - Lerares

## Prijzen
- 1999 ALMA Award
  - Genomineerd: Beste lied - "All I Get"
- 1999 Black Film Award
  - Genomineerd: Beste regisseur - Forest Whitaker
- 1999 Blockbuster Entertainment Award
  - Genomineerd: Beste acteur in een drama/romantische film - Harry Connick, Jr.
  - Genomineerd: Beste vrouwelijke bijrol in een drama/romantische film - Gena Rowlands
- 1999 Lone Star Film & Television Award
  - Gewonnen: Beste actrice - Sandra Bullock
  - Gewonnen: Beste vrouwelijke bijrol Gena Rowlands
- 1999 Young Artist Award
  - Genomineerd: Beste jonge actrice - Mae Whitman
  - Genomineerd: Beste jonge acteur - Cameron Finley
- 1998 YoungStar Award
  - Genomineerd: Beste jonge acteur in een drama - Cameron Finley
  - Genomineerd: Beste jonge actrice in een drama - Mae Whitman